# Ilze Hattingh
Ilze Hattingh (* 22. April 1996 in Durban) ist eine südafrikanische Tennisspielerin.

## Karriere
Hattingh begann mit sieben Jahren das Tennisspielen und bevorzugt Hartplätze. Sie spielt überwiegend auf der ITF Women’s World Tennis Tour, wo sie bislang einen Titel im Einzel und zehn im Doppel gewinnen konnte.
Bei den Australian Open 2013 trat sie sowohl im Einzel als auch mit Madrie Le Roux im Doppel an, wo sie aber in beiden Wettbewerben jeweils bereits in der ersten Runde ausschied.
Bei den Australian Open 2014 erreichte sie im Juniorinneneinzel mit Siegen über Nina Stojanović und Yukina Saigō das Achtelfinale, wo sie gegen Anastassija Komardina mit 4:6 und 4:6 ausschied. Im Juniorinnendoppel verlor sie in der ersten Runde an der Seite von Simran Kaur Sethi bereits in der ersten Runde.
2015 erhielt sie eine Wildcard für die Qualifikation des Grand Prix SAR La Princesse Lalla Meryem, ihrem ersten Turnier der WTA Tour. Sie scheiterte aber bereits in ihrem ersten Match gegen Renata Voráčová mit 1:6 und 1:6. Im Hauptfeld des Doppels an gleicher Stelle erhielt sie zusammen mit der marokkanischen Lokalmatadorin Gita Benhadi ebenfalls eine Wildcard. Sie verloren aber ihr Erstrundendebüt gegen das ukrainische Doppel Olha Sawtschuk und Elina Switolina klar mit 1:6 und 0:6.
2012 debütierte Hattingh in der südafrikanischen Fed-Cup-Mannschaft, wo sie auch 2015, 2016 und 2017 eingesetzt wurde und bei 14 Spielen vier Siege zu verzeichnen hat.
Hattingh bestritt ihr letztes Profiturnier im September 2017 und wird seit November 2017 nicht mehr in den Weltranglisten geführt.
Seit 2017 spielt sie für die Arizona State University als College-Spielerin.

## Turniersiege

### Einzel
| Nr. | Datum        | Turnier  | Kategorie   | Belag     | Finalgegnerin         | Ergebnis |
| --- | ------------ | -------- | ----------- | --------- | --------------------- | -------- |
| 1.  | 8. Juni 2014 | Sun City | ITF $10.000 | Hartplatz | Clothilde de Bernardi | 6:1, 6:3 |

### Doppel
| Nr. | Datum              | Turnier             | Kategorie   | Belag     | Partnerin        | Finalgegnerinnen                             | Ergebnis          |
| --- | ------------------ | ------------------- | ----------- | --------- | ---------------- | -------------------------------------------- | ----------------- |
| 1.  | 26. Juli 2014      | Scharm asch-Schaich | ITF $10.000 | Hartplatz | Madrie Le Roux   | Alina Mikheeva Linda Prenkovic               | 6:1, 7:63         |
| 2.  | 6. September 2014  | Scharm asch-Schaich | ITF $10.000 | Hartplatz | Michelle Sammons | Gai Ao Rishika Sunkara                       | 6:3, 7:5          |
| 3.  | 20. September 2014 | Scharm asch-Schaich | ITF $10.000 | Hartplatz | Arantxa Andrady  | Anna Morgina Jana Sisikowa                   | 7:66, 6:2         |
| 4.  | 14. Februar 2015   | Port El-Kantaoui    | ITF $10.000 | Hartplatz | Michelle Sammons | Nicoleta-Cătălina Dascălu Julija Stamatowa   | 7:5, 6:3          |
| 5.  | 27. Juni 2015      | Grand Baie          | ITF $10.000 | Hartplatz | Madrie Le Roux   | Snehadevi S Reddy Dhruthi Tatachar Venugopal | 6:2, 6:4          |
| 6.  | 4. Juli 2015       | La Possession       | ITF $10.000 | Hartplatz | Pauline Payet    | Caitlin Herb Tanisha Rohura                  | 6:4, 6:3          |
| 7.  | 19. September 2015 | Antalya             | ITF $10.000 | Hartplatz | Chantal Škamlová | Agata Barańska Wang Yan                      | 7:63, 3:6, [10:2] |
| 8.  | 21. November 2015  | Stellenbosch        | ITF $10.000 | Hartplatz | Madrie Le Roux   | Katharina Hering Naomi Totka                 | 6:1, 7:65         |
| 9.  | 20. Februar 2016   | Scharm asch-Schaich | ITF $10.000 | Hartplatz | Madrie Le Roux   | Oana Georgeta Simon Dschulija Tersijska      | 6:1, 6:2          |
| 10. | 12. November 2016  | Stellenbosch        | ITF $10.000 | Hartplatz | Madrie Le Roux   | Valeria Bhunu Linnea Malmqvist               | 6:1, 6:2          |